# Iberis corifolia
Iberis corifolia är en korsblommig växtart som först beskrevs av John Sims, och fick sitt nu gällande namn av Robert Sweet. Iberis corifolia ingår i släktet iberisar, och familjen korsblommiga växter. Inga underarter finns listade i Catalogue of Life.